# Alberto Benito Guerrero
Alberto Benito Guerrero es un ciclista español nacido el 3 de marzo de 1975 en la localidad de Madrid (España).Natural de Torrejón de Ardoz Madrid
En las categorías inferiores fue del Club Ciclista Torrejón donde desarrollo su carrera hasta el año 1999. Hizo su debut como profesional en 2000 con el equipo Banesto.

## Palmarés
2001
- 1 etapa de la Vuelta al Alentejo

2003
- 1 etapa del Gran Premio Paredes Rota dos Móveis
- 1 etapa del Gran Premio CTT Correios de Portugal
- 1 etapa de la Vuelta a Portugal

2004
- 1 etapa de la Vuelta al Algarve
- 1 etapa de la Vuelta al Alentejo
- 1 etapa del Trofeo Joaquim Agostinho

2006
- 1 etapa de la Vuelta al Algarve

## Equipos
- Categorías inferiores

CC.Torrejon
- Banesto (2000-2001)
  - Banesto (2000)
  - iBanesto.com (2001)
- Paredes-Rota dos Móveis (2002-2004)
  - Paredes-Rota dos Moveis (2002)
  -  Antarte-Rota dos Moveis (2003-2004)
- Barbot-Pascoal (2005)
- 3 Molinos Resort (2006)

- Datos: Q1301032